# Stefan Hufschmidt
Stefan Hufschmidt (* 1960 in Mülheim an der Ruhr) ist ein deutscher Schauspieler, Komiker und Autor, der einem breiteren Publikum als Ernst Eiswürfel sowie Mitautor und Komiker bei der Comedy Factory (ProSieben) bekannt geworden ist, wo er u. a. mit Martin Schneider, Jan Ditgen und Lou Richter zusammenarbeitete.
Daneben schrieb er Drehbücher für die Sat.1-Serie Finanzamt Mitte, spielte als Schauspieler am Theater Bielefeld, Theaterhaus Jena, bei der Berliner Theatercompany Lubricat und trat als Standup Comedian in Thomas Hermanns’ Quatsch Comedy Club auf. Seit 2009 arbeitet er regelmäßig als Dozent an der Schauspielschule Charlottenburg.